# آرتور وایتمن
 آرتور وایتمن (انگلیسی: Arthur Wightman؛ زاده ۳۰ مارس ۱۹۲۲ درگذشته ۱۳ ژانویهٔ ۲۰۱۳) یک فیزیک‌دان اهل ایالات متحده آمریکا بود.